# Nemeritis detersa
Nemeritis detersa là một loài tò vò trong họ Ichneumonidae.